# (35390) 1997 XW
1997 XW (asteroide 35390) é um asteroide da cintura principal. Possui uma excentricidade de 0.18224060 e uma inclinação de 4.70446º.
Este asteroide foi descoberto no dia 3 de dezembro de 1997 por Takao Kobayashi em Oizumi.